# Norops utowanae
Norops utowanae är en ödleart som beskrevs av  Barbour 1932. Norops utowanae ingår i släktet Norops och familjen Polychrotidae. IUCN kategoriserar arten globalt som otillräckligt studerad. Inga underarter finns listade i Catalogue of Life.